# Miss Continente Americano 2007
Miss Continente Americano 2007 foi a 2ª edição do tradicional concurso de beleza de Miss Continente Americano. O evento se realizou no Centro de Convenções Simon Bolivar, em Guaiaquil, cidade litorânea do Equador com a presença de vinte e duas (22) aspirantes ao título. A apresentação ficou por conta da Miss Universo 2006 Zuleyka Rivera e do apresentador Roberto Rodríguez, além das canções dos cantores Fausto Miño e a jovem Mirella Cesa. A dominicana e então detentora do título Mia Taveras passou a coroa no fim do evento para outra dominicana, fazendo assim, o primeiro e único back-to-back na história da competição.

## Resultados

### Colocação
| Colocação      | País                                                                             |
| Vencedora      | - República Dominicana - Marianne Cruz                                           |
| 2º. Lugar      | - Venezuela - Francís Lugo                                                       |
| 3º. Lugar      | - México - Gladys Castellanos                                                    |
| Semifinalistas | - Brasil - Vivian Noronha - Chile - Nataly Bustamante - Porto Rico - Uma Blasini |

### Premiações Especiais
O concurso distribuiu os seguintes prêmios este ano:
| Premiação       | País                            |
| Miss Simpatia   | - Equador - Lugina Andrade      |
| Miss Fotogenia  | - Brasil - Vivian Noronha Cia   |
| Mais Belo Rosto | - Costa Rica - Verónica Quesada |

### Ordem do Anúncio

#### Top 06
1. Brasil
2. Chile
3. México
4. Porto Rico
5. República Dominicana
6. Venezuela

## Candidatas
Disputaram o título este ano: 
| - Argentina - Alejandra Bernal - Aruba - Carolina Pérez - Bolívia - Claudia Azaeda - Brasil - Vivian Noronha - Canadá - Laura Salazar - Chile - Nataly Chilet - Colômbia - Eileen Torralvo - Costa Rica - Verónica Quesada - Equador - Lugina Cabezas - El Salvador - Lissette Alfaro - Estados Unidos - Kanksha Mehta | - Guatemala - Alida María Boer - Honduras - Wendy Salgado - México - Gladys Castellanos - Nicarágua - Xiomara Blandino - Panamá - Sorangel Matos - Paraguai - Analía Marecos - Peru - Jimena Rocca - Porto Rico - Uma Blasini - República Dominicana - Marianne Cruz - Uruguai - Agostina Padula - Venezuela - Francís Lugo |

## Ligações axternas
- Site do Concurso (em castelhano)

- Histórico no Pageantopolis (em inglês)